# Jupoata spinosa
Jupoata spinosa är en skalbaggsart som beskrevs av Martins och Maria Helena M. Galileo 2008. Jupoata spinosa ingår i släktet Jupoata och familjen långhorningar. Inga underarter finns listade i Catalogue of Life.